# Inkvizitor
Inkvizitor je biografski roman Mimi Malenšek. Izšel je leta 1964 pri založbi Lipa v Kopru.  Obsega 679 strani in 244.100 besed.

## Zgodba
16. stoletje je zaznamovano z verskimi boji med protestanti in katoliki. Tomaž Hren je drugi sin Lenarta Hrena, premožnega trgovca in gorečega protestanta. V svojem domu je pogosto gostil osrednje osebe protestantskega gibanja. 
Sebastjan Krelj je Tomaža kot dečka učil brati ter mu razlagal temelje protestantske vere. Po nepričakovani očetovi smrti je skrb za Tomaža prevzel stric Gašper Žitnik, pomemben katoliški duhovnik na Dunaju. Želel si je, da bi deček nekoč nadaljeval njegovo delo. Ker je Tomaž prihajal iz protestantske družine, se je stricu pogosto upiral in si želel vrnitve domov. Po letih šolanja v katoliških ustanovah in nekaj hudih preizkušnjah se je odločil, da bo ustregel stričevi želji in postal katoliški duhovnik, ki se bo zavzemal za obnovo katoliškega duha med slovenskim narodom. Zgodba se nadaljuje, ko je Tomaž pridigar v ljubljanski stolnici. Na tem mestu se ni dobro počutil, zlasti ker je kmalu prišel v spor s stolnim kapitljem. Postal je škofov zaupnik, nato dekan, prošt, pred smrtjo pa ga je škof izbral za svojega naslednika. Še pred cerkveno potrditvijo je začel s peganjanjem protestantov. Vdiral je v njihove hiše in jemal prepovedane knjige ter jih sežgal. Ohranil je samo Dalmatinovo Biblijo in dobil papeško dovoljenje za njeno rabo. Očiščeval je cerkve in pokopališča ter pridigal protestantom, ki naj bi se spreobrnili. V Ljubljani je hotel ustanoviti tiskarno, v kateri bi tiskali verske knjige v slovenskem jeziku.
Uvedel je skupne korne molitve, duhovnikom ukazal, naj pri vsakem cerkvenem opravilu ljudstvo poučujejo v verskih resnicah ter naj meščani molijo v nemškem, ljudstvo pa v slovenskem jeziku. Proti koncu svojega življenja je dosegel čast, da je postal cesarski namestnik. Umrl je zaradi starosti leta 1630 v Gornjem Gradu.

## Kritike
"Snov inkvizitorja - višek in zaton reformacijskega gibanja ter ponovna rekatolizacija dežele, osebe, kot so Hren, Kralj, Dalmatin, velika in globoka duhovna, zlasti religiozna razgibanost ter socialna kontrastika - je ostala neizkoriščena. Pisateljica je izbrala za izhodišče drugačen koncept, ki bi ga na kratko označili kot obnavljanje zgodovine ter oživljanje oziroma ustvarjanje nekaterih pomembnih in drugih zanimivih osebnosti. Dejanja in osebe se gibljejo in umirajo v okvirih dosedanjih zgodovinskih opredelitev. /.../ Iz tega izhodišča nastalo knjigo je treba jemati kot sekundarni literarni pojav, saj stoji na enem koncu njegove namenskosti seznanjanje, na drugem pa razvedrilo, vendar ostaja avtorici obilo možnosti in priložnosti za pronicanje v duševne notrine, za raziskovanje ljudi v njihovih privatnih, enkratnih in obenem splošno človeških sferah." (Jaka Müller, 1965)

## Kaj o romanu pravi slovenska književnost 1945–1965
"Za ustvarjalni način pisateljice Mimi Malenšek so značilna nekatera stilna in kompozicijska načela, ki se v večji ali manjši meri pojavljajo v vseh njenih delih: ostro in natančno opazovanje okolja, v katerem se gibljejo njene osebe in močno razgibana svariteljska fantazija, ki vodi dogajanje. Njen princip se giblje na relaciji realističnega gledanja od zunaj, pritegne jo vse materialno, spoznavno in realno in v okviru tega rešuje tudi moralna in eksistencialna vprašanja človeka preteklosti (Tomaž Hren) in sedanjosti. V njenem romanu Inkvizitor pride do izraza njena posebna moč vživljanja v določen čas (16. stoletje) in okolje. Zanimivost romana je sem ter tja arhaiziran jezik in natančno popisana materialna kultura 16. stoletja. To je roman o protireformacijskem gibanju in o osebnosti Tomaža Hrena."